# Benjamin List
Benjamin List (sinh ngày 11 tháng 1 năm 1968), còn được gọi là Ben List, là một nhà hóa học người Đức, là một trong những giám đốc của Viện Max Planck về Nghiên cứu Than và là giáo sư hóa học hữu cơ tại Đại học Cologne. Ông đã đồng phát triển organocatallysis, một phương pháp đẩy nhanh các phản ứng hóa học và làm cho chúng hiệu quả hơn. Ông đã nhận chung giải Nobel Hóa học năm 2021 với David MacMillan "cho sự phát triển của không đối xứng xúc tác hữu cơ".

## Tiểu sử
Sinh ra trong một gia đình thuộc tầng lớp giai cấp tư sản giàu có ở Frankfurt, List là chắt của bác sĩ tim mạch Franz Volhard và là chắt thứ 2 của nhà hóa học Jacob Volhard. Ông là cháu trai của người đoạt giải Nobel y học năm 1995 Christiane Nüsslein-Volhard, là chị em ruột của mẹ ông.